# Dick Beardsley

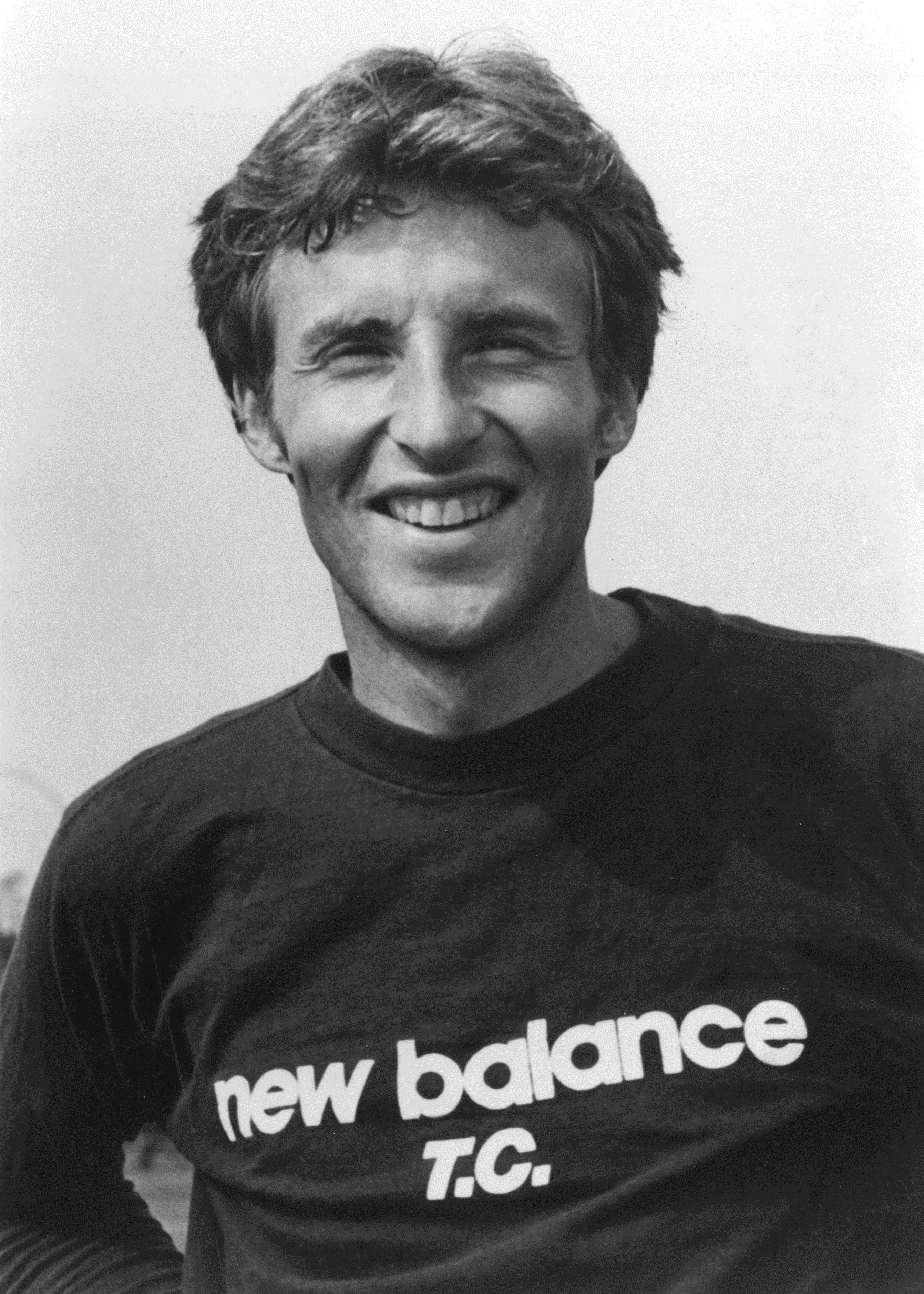
Dick Beardsley

Dick Beardsley (* 21. März 1956 in Minneapolis, Minnesota) ist ein ehemaliger US-amerikanischer Marathonläufer.
1977 lief er seinen ersten Marathon in 2:47:14 h und verbesserte seine Zeit bei jedem seiner folgenden zwölf Marathons, was ihm einen Eintrag im Guinness-Buch der Rekorde beschert hat. Beim US-Qualifikationsmarathon für die Olympischen Spiele 1980 blieb er mit 2:16:01 h zum ersten Mal unter 2:20, und nachdem er einen Sponsorenvertrag ergattert hatte und sein Training intensivieren konnte, wurde er Neunter beim New-York-City-Marathon desselben Jahres in 2:13:55. 1981 wurde er zunächst Zweiter beim Houston-Marathon in 2:12:48, dann Dritter beim Beppu-Ōita-Marathon in 2:12:41, und schließlich gewann er gemeinsam mit Inge Simonsen die Erstaustragung des London-Marathons am 29. März in 2:11:48. Die 13. Bestzeit im 13. Marathon war schließlich der Streckenrekord von 2:09:37, den er beim Grandma’s Marathon 1981 aufstellte und der immer noch Bestand hat (Stand 2009).
Die Serie der Bestzeiten riss beim Stockholm-Marathon desselben Jahres, bei dem Beardsley in 2:16:17 hinter Marathon-Legende Bill Rodgers Zweiter wurde. 1982 wiederholte er seinen zweiten Platz in Houston, und dann folgte beim Boston-Marathon das spektakulärste Rennen seiner Laufbahn, das als Duel in the Sun in die Geschichte einging. Im engsten Zweikampf in der Geschichte dieses traditionsreichsten aller Marathons siegte Alberto Salazar mit zwei Sekunden vor Beardsley. Beide Läufer brachen sowohl den Strecken- wie auch den US-Rekord, und Beardsley belegt mit dieser Zeit immer noch (Stand 2009) den fünften Platz der Ewigen US-Bestenliste. Nach einem weiteren Sieg beim Grandma’s Marathon traten Probleme an seiner Achillessehne auf, die mehrere Operationen erforderten und Wettkämpfe für längere Zeit unmöglich machten. Beardley konzentrierte sich auf den Aufbau einer Farm und eines Unternehmens im Bereich der Sportfischerei. Er schaffte es zwar, sich für das US-Ausscheidungsrennen für die Olympischen Spiele 1988 zu qualifizieren, belegte dort jedoch nur den 45. Platz.
1989 erlitt er einen schweren Unfall mit einer landwirtschaftlichen Maschine, und weitere Unglücke, die ihm in den darauffolgenden Jahren zustießen, darunter eine Kollision mit einem Auto bei einem seiner Trainingsläufe, erforderten eine Reihe von Operationen. Aus der Einnahme der Schmerzmittel, die man ihm verschrieb, entwickelte sich eine Medikamentenabhängigkeit, die sich verschlimmerte, als sein Vater an Krebs erkrankte und starb. 1996 wurde er der Rezeptfälschung überführt, und es folgte ein langwieriger Entzug.
Ein Resultat dieser Erfahrungen war die Gründung der Dick Beardsley Foundation. Zweck dieser Stiftung ist es, über die Gefahren des Medikamentenkonsums aufzuklären und junge Menschen zu einem gesunden Lebensstil hinzuführen.
2002 veröffentlichte er seine Autobiografie Staying the Course. 2004 lief er mit 2:43:58 seine beste Marathonzeit seit seinem Farmunfall. 2007 heiratete er und eröffnete ein Sportgeschäft in Fargo. 2009 wurde ihm eine Knieprothese eingesetzt.
Ihm zu Ehren ist ein Halbmarathon in Detroit Lakes (Minnesota) benannt.